# Erin Hartwell
Erin Hartwell (Filadèlfia, Pennsilvània, 1 de juny de 1969) va ser un ciclista nord-americà que era especialista en les proves de pista, concretament en Quilòmetre contrarellotge. Guanyador de dues medalles olímpiques, també va aconseguir aconseguir pujar diversos cops al podi dels Campionats del món.
Està casat amb la ciclista noruega May Britt Våland.

## Palmarès
- 1996
  -  Medalla de bronze als Jocs Olímpics de Barcelona en Quilòmetre contrarellotge
- 1996
  -  Medalla de plata als Jocs Olímpics d'Atlanta en Quilòmetre contrarellotge
- 2000
  -  Campió dels Estats Units en velocitat per equips
  - 1r al Joe Martin Stage Race

### Resultats a laCopa del Món
- 1998
  - 1r a Victòria, en Quilòmetre